# Sniper: Ghost Warrior 3
Sniper: Ghost Warrior 3 è un videogioco sparatutto tattico sviluppato e pubblicato da City Interactive per Microsoft Windows, PlayStation 4 e Xbox One, ed è stato rilasciato in tutto il mondo il 25 aprile 2017. È anche il primo gioco della serie ad essere open world.

## Sviluppo
Il gioco è sviluppato da City Interactive, che ha anche sviluppato i predecessori del gioco. I precedenti giochi non erano un successo critico, la società considerava la serie un successo commerciale, i primi due giochi della serie vendevano oltre 5,5 milioni di copie collettivamente. Annunciato il 16 dicembre 2014 e considerato "la migliore esperienza da cecchino per PC e console di nuova generazione" da City Interactive, il primo filmato del gioco è stato mostrato durante l'E3 2015, mentre il primo gameplay è stato caricato su YouTube sul canale di CI Games il 22 luglio 2015. Il titolo è il primo della serie ad avere una scala di produzione tripla A. Secondo City Interactive, Sniper: Ghost Warrior 2 ha gettato le basi per lo sviluppo del gioco.